# Tillfälligheternas spel (Live på Nalen)
Tillfäligheternas spel (Live på Nalen) är den svenske rockartisten Tomas Ledins senaste livealbum, utgivet på skivbolaget Universial Music 2020.
Eftersom det var 30 år sedan albumet tillfälligheternas spel släpptes så firades detta med en konsert på Nalen i februari 2020 där skivan spelades i sin helhet. 

## Låtlista
1. "En del av mitt hjärta" – 4:40
2. "Hon gör allt för att göra mig lycklig" – 3:24
3. "Genom ett regnigt Europa" – 3:34
4. "Här kommer den nya tiden" – 3:40
5. "Är du min kvinna" – 3:32
6. "Snart tystnar musiken" – 4:54
7. "Alltid en vän i mej" – 3:43
8. "Tillfälligheternas spel" – 5:52
9. "Jag vet inte varför" – 3:37
10. "En dag på stranden" – 4:17

## Medverkande
- Tomas Ledin – producent, sång, gitarr
- Jörgen Ingeström – keyboard
- Sebastian Nylund – gitarr
- Ove Andersson – bas
- Johan Franzon – trummor